# Eparchie archangelská
Eparchie archangelská je eparchie ruské pravoslavné církve nacházející se v Rusku.

## Území a titul biskupa
Zahrnuje správní hranice území Piněžského, Přímořského a Cholmogorského rajónu Archangelské oblasti.
Eparchiálnímu biskupovi náleží titul biskup archangelský a cholmogorský.

## Historie
Roku 1682 byla rozhodnutím Svatého synodu zřízena eparchie cholmogorská a važská, která zahrnovala území severovýchodní části novgorodské metropole, města Cholmogory a Archangelsk, s ujezdami Kevrola, Mezeň, Kola, Pustozersk a Vaga. Dále čtvrt važského okresu s ustjanovskými volosti a Solovecký monastýr.
Zpočátku se sídlo nacházelo ve městě Cholmogory (1682-1762).
Od roku 1732 se eparchie přejmenovala na "Archangelsk a Cholmogory".
Roku 1762 bylo sídlo biskupa a správa eparchie přeneseno do Archangelsku. 
V období Chruščovovy protináboženské kampaně, dne 6. března 1961 na naléhání místní rady pro záležitosti Ruské pravoslavné církve podepsal arcibiskup Nikandr (Viktorov) oběžník č. 198, který zcela zakázal zvonění ve všech chrámech eparchie. Jeho nástupce arcibiskup Nikon (Fomičjov) podal roku 1967 stížnost avšak rada ji rozhodla zamítnout. Zákaz zvonění trval více než 20 let. V lednu 1987 napsal předseda Rady pro náboženské záležitosti při Radě ministrů SSSR Konstantin Michajlovič Charčev, že zvonění je v Archangelské oblasti zakázáno, později však bylo povoleno.
V 80. letech 20. století tvořili duchovenstvo Arkhangelské eparchie téměř výhradně Ukrajinci (včetně těch ze Západní Ukrajiny). Například v roce 1989 bylo ze 43 duchovních eparchie 34 Ukrajinců.
Dne 6. října 1995 byla rozhodnutím Svatého synodu vytvořena z části území eparchie nová eparchie syktyvkarská a 27. prosince eparchie murmanská.
Dne 27. prosince 2011 byla z další části eparchie zřízena eparchie kotlaská a eparchie narjan-marská, které se stali součástí nové Archangelské metropole.
Dne 9. března 2017 byla z části území zřízena eparchie plesecká.

## Seznam biskupů
- 1682–1702 Afanasij (Ljubimov)
- 1703–1704 Parfenij (Něboza), zemřel dříve než zasedl na biskupskou katedru
- 1705–1707 Silvestr (Krajskij)
- 1708–1711 Rafail (Krasnopolskij)
- 1712–1730 Varnava (Volatkovskij)
- 1731–1735 German (Kopcevič)
- 1735–1738 Aaron
- 1739–1740 Savva (Špakovskij)
- 1740–1759 Varsonofij (Ščenykov)
- 1761–1769 Ioasaf (Lisjanskij)
- 1770–1773 Antonij (Zybelin)
- 1773–1775 Arsenij (Vereščagin)
- 1775–1798 Veniamin (Krasnopevkov-Rumovskij)
- 1798–1801 Apollos (Bajbakov)
- 1801–1809 Evlampij (Vveděnskij)
- 1809–1819 Parfenij (Petrov)
- 1819–1821 Iosif (Veličkovskij)
- 1821–1825 Neofit (Dokučajev-Platonov)
- 1826–1830 Aaron (Narcissov)
- 1830–1845 Georgij (Jaščuržinskij)
- 1845–1854 Varlaam (Uspenskij)
- 1854–1857 Antonij (Pavlinskij)
- 1857–1860 Olexandr (Pavlovyč)
- 1860–1871 Nafanail (Savčenko)
- 1871–1876 Juvenalij (Karjukov)
- 1876–1879 Makarij (Miroljubov)
- 1879–1882 Nafanail (Soborov)
- 1882–1885 Serapion (Majevskij)
- 1890–1893 Aleksandrs (Zaķis)
  - 1892–1893 Sergij (Sokolov), administrátor během nemoci biskupa Alexandra
- 1893–1896 Nikanor (Kamenskij)
- 1896–1901 Ioannikij (Naděždin)
- 1901–1908 Ioannikij (Kazanskij)
- 1908–1912 Michej (Alexejev)
- 1912–1921 Nafanail (Troickij)
- 1921–1931 Antonij (Bystrov)
  - 1924–1927 Sofronij (Arefjev), dočasný administrátor
- 1931–1933 Apollos (Ržanicyn)
- 1933–1933 Nikifor (Nikolskij)
- 1933–1937 Nikon (Purlevskij)
- 1937–1941 Ioann (Sokolov)
  - 1941–1944 neobsazeno
- 1944–1944 Michail (Postnikov), odmítl jmenování
- 1944–1953 Leontij (Smirnov)
  - 1953–1953 Gavriil (Ogorodnikov), dočasný administrátor
- 1953–1956 Feodosij (Koverninskij)
- 1956–1961 Nikandr (Viktorov)
- 1961–1962 Innokentij (Zelnickij)
- 1962–1966 Polikarp (Prijmak)
- 1966–1977 Nikon (Fomičjov)
- 1977–1987 Isidor (Kiričenko)
- 1987–1995 Panteleimon (Dolganov)
- 1996–2010 Tichon (Stěpanov)
  - 2010–2010 Manuil (Pavlov), dočasný administrátor
- 2010–2019 Daniil (Dorovskich)
- od 2019 Kornilij (Sinjajev)